# Livedovaskulopathie
Livedovaskulopathie (von livide ‚bläulich‘ und Vaskulopathie ‚Gefäßerkrankung‘) ist eine Gerinnungsstörung kleinerer Blutgefäße der Haut, welche zu sehr schmerzhaften Gewebsuntergängen und Hautnekrosen führt. Die Folge sind unwiderrufliche Narben. Die Livedovaskulopathie ist eine seltene Krankheit und wird auch als Livedo-Vaskulitis, segmental hyalinisierende Vaskulitis, Livedo reticularis with summer ulcerations, Atrophie blanche oder PURPLE (painful purpuric ulcers with reticular pattern of lower extremities) bezeichnet.

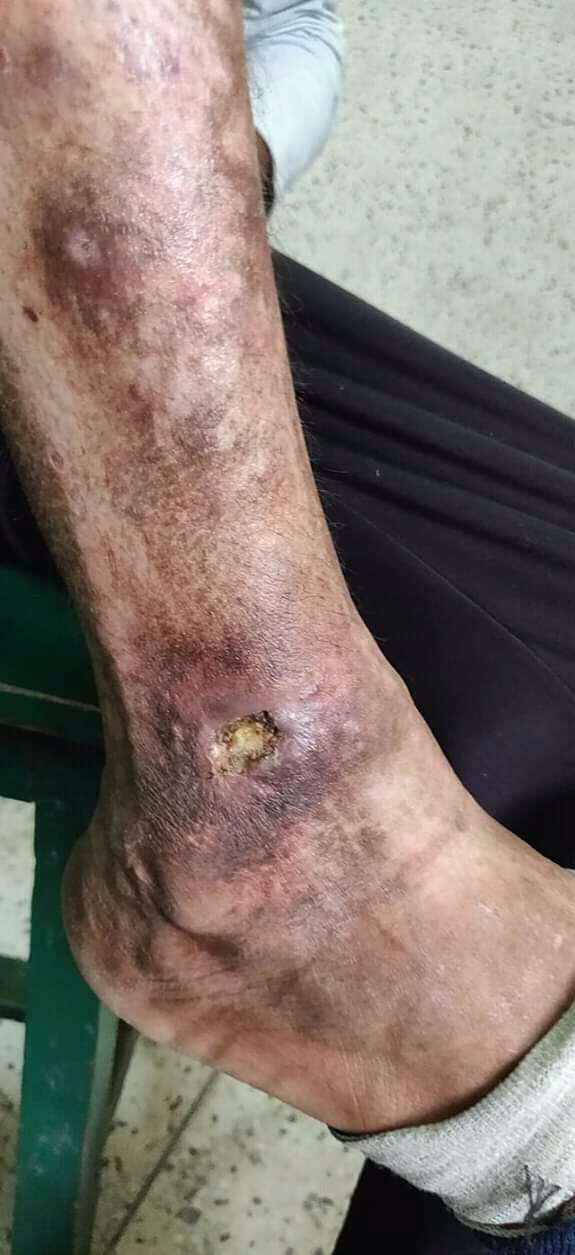

## Allgemein
Die Livedovaskulopathie ist eine chronisch-rezidivierende Gefäßerkrankung der Mikrozirkulation der Haut. In den kleinen Gefäßen der oberen Hautschicht entstehen Gefäßverschlüsse, welche zu einer Unterversorgung der darüberliegenden Hautschicht führt, und somit einen Gewebeuntergang auslöst (Hautinfarkt). Die Folge sind sehr schmerzhafte Ulcerationen (offene Wunden) der Haut, die nur schlecht abheilen. Die Erkrankung wird häufig spät erkannt, lässt sich jedoch gut behandeln.

## Ursache
In den kleinen Versorgungsgefäßen der Haut kommt es aus bisher noch nicht vollständig geklärten Gründen zu einer vermehrten Gerinnungsbereitschaft (Thrombophilie). Da Areale der obersten Hautschicht nur von wenigen Gefäßen versorgt werden, führt der Gefäßverschluss nach kurzer Zeit zu einer Minderversorgung mit Gewebeuntergang. Dieser Gewebeuntergang (Nekrose) ist schmerzhaft. Die Erkrankung tritt in den Sommermonaten vermehrt auf. Eine mögliche Erklärung ist, dass bei höheren Temperaturen der Flüssigkeitsspiegel im Blut sinkt, dadurch die Viskosität steigt, und somit eine Zunahme der Gerinnungsbereitschaft vorliegt. Auffällig ist eine Verteilung von 3:1 hinsichtlich des weiblichen Geschlechts. Auch hier ist bisher nicht klar, warum Frauen deutlich häufiger betroffen sind als Männer.

## Krankheitsentstehung
Das Auftreten der Erkrankung ist bisher nicht vollständig verstanden. Studien an größeren Patientenkollektiven konnten veränderte Gerinnungsfaktoren im Blut von einigen Patienten nachweisen, jedoch sind diese weder beweisend für die Diagnose Livedovaskulopathie noch widerlegend bei negativem Befund.

## Klinische Erscheinungen
Die Livedovaskulopathie ist gekennzeichnet von drei Symptomen. Die sogenannte Livedo racemosa-Zeichnung wird als Prädisposition für die Erkrankung gewertet. Die akute Ulceration („offene Wunde“) ist die Krankheitsausprägung im akuten Schub. Die Atrophie blanche ist das narbige Residuum, welches nach Abklingen des akuten Schubs auf der Haut für immer sichtbar bleibt.

## Untersuchungsmethoden
Die Diagnose Livedovaskulopathie kann nur klinisch gestellt werden. Das bedeutet, dass nur die Zusammenschau aus Anamnese (Patientengespräch) und klinischem Befund zur Diagnose führt. Es zeigt sich, dass besonders spezialisierte Ambulanzen der Universitätskliniken geeignet sind, die Diagnose zu stellen. In Deutschland betätigt sich z. B. die Hautklinik Münster auf dem Gebiet der Livedovaskulopathie und bietet neben umfassender Diagnostik auch innovative Behandlungsmethoden an.

## Pathologie
Ursächlich ist eine überschießende Gerinnung der Mikrozirkulation der Haut. Der auftretende Schmerz ist Folge der Minderversorgung der Haut mit Blut. Dauert die Minderversorgung zu lange an kommt es zu einem Gewebeuntergang (Hautinfarkt).

## Behandlung
Die Behandlung der Livedovaskulopathie zielt auf eine Verringerung der Gerinnungsbereitschaft der Patienten ab. So kommen Medikamente zum Einsatz, die aus der Thromboseprophylaxe bekannt sind. Die größte Verwendung finden niedermolekulare Heparine in Form von „anti-Thrombose-Spritzen“. Darüber hinaus konnte in einer Fallserie auch bereits ein Nutzen durch den Einsatz von Rivaroxaban (Xarelto©) gezeigt werden. Die Therapie sollte individuell bezüglich Dosis und Dauer mit dem Patienten abgestimmt werden und unterliegt einer strengen Abwägung des Blutungsrisikos der Therapie. Aktuell wird in Deutschland an mehreren Universitätskliniken eine Studie zur Wirksamkeit der antithrombotischen Therapie bei der Behandlung der Livedovaskulopathie durchgeführt. Intravenös verabreichte Immunglobuline könnten einer Kleinserie von 2014 zufolge wirksam sein.

## Vorbeugung
Wirksame Vorbeugungsmaßnahmen zur Verhinderung der Livedovaskulopathie sind derzeit nicht bekannt. Der Konsum von Nikotin sollte bei Vaskulopathien im Allgemeinen eingestellt werden, da Nikotin zu einer weiteren Gefäßverengung führt.

## Heilungsaussicht
Unter der Therapie mit gerinnungshemmenden Medikamenten lässt sich die Livedovaskulopathie kontrollieren, insbesondere lassen bei vielen Patienten rasch die Schmerzen nach. Da die Erkrankung dauerhaft wiederkehren kann, empfiehlt sich die Anbindung an ein spezialisiertes Zentrum.

## Geschichte
Die Erkrankung wurde von Feldaker und Kollegen bereits 1955 als Livedo reticularis mit Sommerulzerationen beschrieben. Seit Ende der 1990er Jahre wird die Erkrankung als Vaskulopathie (Gerinnungserkrankung) verstanden und setzt sich somit von den entzündlichen Vaskulitiden ab.